# جيمي هاريس (لاعب كرة قدم بريطاني)
جيمي هاريس (بالإنجليزية: Jamie Harris)‏ (28 يونيو 1979 في المملكة المتحدة - ) هو لاعب كرة قدم بريطاني في مركز الدفاع. لعب مع باتريك أتلتيك ودرودا يونايتد ودونفرملين أثلتيك وسوانزي سيتي ونادي بوهيميان ونادي شيلبورن وRhayader Town F.C. ‏ وهافرفوردويست ‏.

## وصلات خارجية
- جيمي هاريس على موقع قاعدة بيانات كرة القدم.إي يو (الإنجليزية)
- جيمي هاريس على موقع Soccerbase.com (لاعب) (الإنجليزية)